# کلوستر
کلوستر (به هلندی: Klooster) یک منطقهٔ مسکونی در هلند است که در کوفوردن واقع شده‌است.